# ARCore
ARCore est un SDK (kit de développement logiciel) développé par Google qui permet de concevoir des applications de réalité augmentée et dont la première version est sortie en février 2018,.
L'une des principales forces d'ARCore est le fait qu'il peut fonctionner sur n'importe quel appareil Android fonctionnant sur Android 7.0 Nougat[réf. nécessaire].

## Technologie
ARCore est basé sur trois technologies importantes :
- le suivi de mouvement permet au téléphone de comprendre et de suivre sa position par rapport au monde ;
- la compréhension de l'environnement permet au téléphone de détecter la taille et l'emplacement des surfaces horizontales planes comme le sol ou une table basse ;
- l'estimation de la lumière permet au téléphone d'estimer les conditions d'éclairage actuelles de l'environnement[4].